# 太平 (李婆備)
太平（たいへい）は宋代に李婆備が自立し建てた私年号。

## 西暦との対照表
| 正法 | 元年   |
| 西暦 | 1130年 |
| 干支 | 庚戌   |